# Украинская неделя моды
Украинская неделя моды (англ. Ukrainian Fashion Week) — первая неделя prêt-à-porter на территории Украины.

## Описание
Ukrainian Fashion Week была основана в 1997 году и стала первой неделей прет-а-порте в Центральной и Восточной Европе
Это уникальное в Украине мероприятие, которое полностью соответствует мировым стандартам показов prêt-a-porter, проходит дважды в год собирает более 50 участников, аккредитовывает более 200 украинских и международных медиа и которое каждый раз посещает более 8000 гостей.
Первый сезон состоялся в ноябре 1997 года. Кроме англоязычного названия Ukrainian Fashion Week до 2005 года имел еще и вторую - украинский - Неделя прет-а-порте «Сезоны моды». В конце 2005-го оргкомитет официально сообщил дизайнерам и прессе об использовании только одного варианта — Ukrainian Fashion Week.
С января 2006 года соучредителями Ukrainian Fashion Week являются Ирина Данилевская и Александр Соколовский. В прошлом Ирина Данилевская была замечена в таких знаковых для Украины событиях, как 10-й юбилейный конкурс красоты "Мисс Украина 2000". На конкурсе И.Данилевская выступала в роли члена жюри.

## Дизайнеры-резиденты Ukrainian Fashion Week
Среди дизайнеров резидентов Ukrainian Fashion Week:
- ANDRE TAN
- ARTEMKLIMCHUK
- BEVZA
- Elena BURENINA
- FINCH
- FLOW the Label
- FROLOV
- GASANOVA
- KSENIASCHNAIDER
- Litkovskaya
- RYBALKO
- POUSTOVIT
- Ruslan Baginskiy
- the COAT by Katya Silchenko
- THEO
- ELENA BURENINA
- ROUSSIN
- ARUTIUNOVA
- VOROZHBYT&ZEMSKOVA
- DARJA DONEZZ
- DZHUS
- YADVIGA NETYKSHA
- POSTUSHNA

и другие.

## Проекты
В 2003 году для поиска и поддержки талантливой молодёжи в рамках Ukrainian Fashion Week был основан проекты New Names и Fresh Fashion. За время своего существования эти проекты обеспечили постоянный приток «новой крови» в украинской моды и закрепили за UFW репутацию открывателя молодых талантов .
С 2014 года Ukrainian Fashion Week объединил показы участников этих проектов, создав в официальной программе UFW отдельный день, посвященный молодым дизайнерам — New Generation Day. С 2020 года день получил название New Generation of Fashion.
Среди проектов, к организации которых имеет отношение Украинская неделя моды, надо упомянуть: показы круизных коллекций украинских дизайнеров в Одессе Holiday Fashion Week (с 2007 до 2018 года), Всеукраинский конкурс молодых дизайнеров одежды «ПОГЛЯД у майбутнє» (с 2000 года), первая украинская премия в области моды Best Fashion Awards (с 2010 года), фестиваль fashion-фильмов Fashion Film Festival Kyiv (c 2018 года).
Ukrainian Fashion Week является площадкой, которая принимает у себя международные fashion-проекты: дизайнеры с мировым именем — Эли Сааб (Elie Saab) (2009) и Стефан Роллан (Stephane Rolland) (2010) представили в Киеве в рамках UFW коллекции Haute Couture. В 2011 году свою коллекцию во время Ukrainian Fashion Week представил Антонио Берарди (Antonio Berardi), а март 2012 года ознаменовалось беспрецедентным проектом — Eurofashion, собравший дизайнеров из 16 стран-участниц EURO-2012.
В 2018 году в Украине впервые прошёл International Young Designers Contest (Международный конкурс молодых дизайнеров), инициатором которого стала Ukrainian Fashion Week. В конкурсе приняли участие 16 дизайнеров из девяти стран: Венгрии, Грузии, Эстонии, Литвы, Молдовы, Польши, Словакии, Украины и Чехии. Проведение конкурса в Киеве позволило еще раз подтвердить лидерство Украины в области fashion в регионах Восточной и Центральной Европы .
Осенью 2018 года в Нью-Йорке во время New York Fashion Week и в Токио во время Amazon Tokyo Fashion Week оргкомитет UFW представил проект FASHION EXPERIMENT 01. Во время презентации американские, японские и европейские фэшн-журналисты, инфлюенсеры, блогеры, байеры и фотографы смогли увидеть резидентов UFW с коллекциями SS19 — bobkova., DZHUS, FROLOV, Ruslan Baginskiy, the COAT by Katya Silchenko, Valery Kovalska, Yelizavetta Volosovska .

## Международная пресса о Ukrainian Fashion Week
Оргкомитет Недели моды каждый сезон приглашает в Киев журналистов и фотографов ведущих мировых изданий, байеров и представителей ведущих шоурумов для непосредственной работы с дизайнерами-участниками UFW . Имена украинских дизайнеров отныне регулярно появляются в самых авторитетных fashion-изданиях - Business of Fashion, Vogue.com, Vogue Italy, Vogue France, Buro 2/7.ru, ELLE Italy, AnOther Magazine и международных — VICE, Daily Mail и другие.
Гостей Ukrainian Fashion Week снимают стрит-стайл фотографы - Adam Katz Sinding, Vogue.com, Highsnobiety и другие.
В 2015 оргкомитет Ukrainian Fashion Week инициировал участие украинских дизайнеров в проекте International Fashion Showcase в рамках London Fashion Week . Про проект и дизайнеров, принявших в нем участие, написали британские альтернативные fashion-издания Dazed and Confused и i-D Magazine.

## Место проведения
С 2011 года основным местом проведения Украинской недели моды становится «Мыстецкий арсенал» — архитектурный памятник и музейный комплекс в Киеве.